# Kalendarium Jeżowa
Jeżów położony 4 km na południowy zachód od Waśniowa; ok. 11,5 km na wschód od klasztoru świętokrzyskiego.

## Brzmienie nazwy wsi na przestrzeni wieków
| Wiek XII-XV    | 1145 „Iesouo”, 1351-2 „Jezow”, 1378, 1386 „Geszow”, 1379, 1386 „Jeszow”, 1380 „Geszewo“, „Geszow”, 1386 „Geszow”, 1387 „Jezow”, 1462 „Jeszow”, „Jeszov”, „ÿeszow”,1464 „Jessow”, 1467„ Jeszow”, „Jezow”, 1470„ Jeszow”, 1470-80 „Jezow”,„ Yeszow”, „Gyezow”, |
| Wiek XVI-XVII  | 1504 „Yezo”, „Jezow”, 1508, 1510 „Jezow”, 1529 „Jezow”,„ Gyazow”, 1531 „Jeszow”, 1532 „Jezhoff”, 1538 „Jezowo”, 1569 „Jezoff”,1577 „Jezew”, 1553 „Jezow”, |
| Wiek XVIII-XIX | 1780 „Jeżow”,1827 „Jeżów”. |

Obecne brzmienie nazwy wsi Jeżów, ukształtowało się w XVIII i XIX wieku.
Podległość administracyjna, świecka i kościelna
W roku 1351 jest to ziemia sandomierska, 1462 powiat opatowski, 1508n. powiat sandomierski, 1827 powiat opatowski,  1470-80 parafia Waśniów jak podaje:(Długosz L.B II 472).
Granice i topografia w średniowieczu
W roku 1145-7 graniczy z Waśniowem. 1387, 1391, 1462 graniczy z → Wierzbątowicami, Kowalkowicami, Mirogonowicami, Nagorzycami, Wilkocinem i Zwolą (Długosz L.B III 232, 237); 1479 rozgraniczenia J. i Wierzbątowic od Sarniej Zwoli należącej do dziedzica Andrzeja; 

1780 klucz Wierzbątowice.

## Kalendarium historyczne
Własność szlachecka, następnie kolejno klasztoru w Trzemesznie i w Wąchocku, od 1462 roku klasztoru świętokrzyskiego i szlachecka, po 1662 roku a przed 1780 rokiem tylko klasztoru świętokrzyskiego.
Około  roku 1145 komes Mikora nadaje klasztorowi kanoników regularnych w Trzemesznie wieś Jeżów;
W roku 1147 papież Eugeniusz III zatwierdza w posiadaniu tego klasztoru targ w Waśniowie z przyległą wsią Jeżów,
1351 – Kazimierz Wielki przenosi na prawo średzkie  Jeżów i Waśniów, wsie klasztoru w Trzemesznie,
1352 – sąd ziemski sandomierski przysądza Mirosławowi i Falisławowi dziedzicom Jerzowa części Jeżowa zwane Poniatowska i Wgroda przeciw Machnie żonie Strzeżka z synami Klemensem, Przecławem i Stanisławem oraz Gosławowi z Jeżowa,
1378 – Stanisław z Dmosic ręczy Jakubowi rządcy Waśniowa za swoją synowicę Przechnę, która sprzedała część Jeżowa do klasztoru w Trzemesznie
1378 – Stanisław z Dmosic z synowcami Piotrem, Leonardem, Marcinem oraz synowicami Przechną i Bronką, dziedzice Dmosic, sprzedają za 80 grzywien klasztorowi w Trzemesznie całą swoją część w Jeżowie. (ib. 902);
1378 – Stanisław z Dmosic ręczy Jakubowi rządcy Waśniowa i konwentowi trzemeszeńskiemu za swoich synowców i synowiec, którzy sprzedali im za 80 grzywien część Jeżowa (ib. 903);
1379 – Wojsław z żoną Jachną wprowadzeni zostali wyrokiem sądu ziemskiego sandomierskiego w posiadanie części Jeżowa wartości 50 grzywien (ib. I 349);
1380 – Dominik z Worowa sprzedaje za 12 grzywien Jakubowi prepozytowi klasztoru w Trzemesznie część Jeżowa;
1380 – Otto z Broniewic sprzedaje za 30 grzywien część Jeżowa Jakubowi prepozytowi klasztoru w Trzemesznie;
1386 – bracia Krzysztof i Wojsław sprzedają temuż prepozytowi za 100 grzywien części Jeżowa;
1387 – bracia Mikołaj i Grzegorz oraz Falisław i Klara, żona Marcisza, dziedzice Jeżowa, sprzedają Jakubowi prepozytopwi klasztoru w Trzemesznie 1/2 dziedzictwa „Gymanska” (patrz Wierzbątowice) w Jeżowie;
1387 – Serszko dziedzic Jeżowa, syn Falisława, sprzedaje temuż za 100 grzywien swoje części ojczyste i macierzyste w Jeżowie oraz 1/4 części Jeżowa zwane „Gzimansca” (Wierzbątowice);
1388 – Stanisław z Dmosic ręczy Jakubowi rządcy Waśniowa za swoją synowicę Rzechnę [Przechnę?], która sprzedała mu część Jeżowa,
1416 – Jan i Grzegorz, synowie Grzegorza, niegdyś dziedzica Jeżowa, sprzedają Andrzejowi prepozytowi klasztoru w Trzemesznie swoją część ojczystą w Jeżowie za 40 grzywien,
1432 – klasztor w Trzemesznie odstąpił Waśniów i Jeżów razem z dziesięcinami z Waśniowa, Jeżowa,Grzegorzewic, Sarniej Zwoli, Zajączkowic, Boksic, Pękosławic i Prusinowic klasztorowi Cystersów w Wąchocku w zamian za klucz posiadłości cystersów w ziemi łęczyckiej złożony z Kazimierza, Babic, Prawęcic, Sobienia, Sobieńskiej Woli, Tuszyna oraz Górek Małych i Dużych;,
1462 – w zamian za wieś  Mniszek oraz istniejącą tu prepozyturę klasztoru świętokrzyskiego otrzymał od opata wąchockiego wieś Jeżów z dziesięcinami,
1463-1464 – zamianę tę potwierdzają kolejno król i biskup krakowski,
1467 – Rudolf biskup lewantyński i legat papieski transumuje dokument z 1462 roku dotyczący zamiany Mniszka na Jeżowa i stwierdza, że wieś Jeżów z dziesięcinami ma należeć do stołu opata świętokrzyskiego, który pod karą ekskomuniki ma z jej dochodów składać corocznie na świętego Michała (29 IX) w westiarium klasztornym 10 grzywien na potrzeby swojego konwentu,
1470-80 – wieś należącą niegdyś do klasztoru Cysterskiego w Wąchocku opat Mikołaj Rzyga zamienił  z Michałem opatem świętokrzyskim na Mniszek. I tak należy do klasztoru świętokrzyskiego 8 łanów kmiecych, 2 stawy oraz 1 nowy łan rycerski Jana Nagórskiego (Nie wiadomo, czy ten łan rycerski, istniejący w okrojonej postaci jeszcze w 1578 r, był pozostałością wcześniejszej własnością rycerską niewykupionej przez klasztor w Trzemesznie, czy też pochodzi już z nadania klasztoru. W Nagórzycach. graniczących z Jeżowem, dziedziczył w 1419 r. Pietrasz herbu Nieczuja.
Kmiecie płacą po 0,5 grzywny czynszu i 4 groszy poradlnego, dają po 30 jaj, 2 koguty, pracują po 1 dniu tyg. własnym wozem lub pługiem (Długosz L.B III 237, 413; II 472),
1504 – pobór z 3,5 łana,
1506 – pobór z 3 łanów i od 1 zagrodnika,
1508 – Jan Wolski płaci pobór ze źrebu w Mirogonowicach i Jeżowa (Zapewne dawna włość Jana Nagórskiego.),
1510, 1529 – pobór z 3 łanów,
1529 – należy do stołu opata, płaci 1/8 grzywny czynszu,
1530 – pobór z 3 łanów, z części Nagórskiej opat płaci razem z Roztylicami,
1531 – z części opata pobór z 3 łanów, z części Nagórskiej z 1 kwarty (jest to pozostałość po 1 łanie rycerskim Jana Nagórskiego wspomnianym przez Długosza, 1470- 80. Pozostałe 3/4 łany mogły w wyniku podziałów rodzinnych zostać wcielone do okolicznych wsi, zwłaszcza do Roztylic lub Nagórzyc.),
1532 – z części opata pobór z 3 łanów, z części Jakuba Sochy z 1 kwarty (Czyli z dawnej części Nagórskiego, tzw. Nagórskiej.), pobór z karczmy ,
1538 – z części opata pobór z 3 łanów, z części Jakuba Sochy od 1 zagrodnika i 1 komornika ,
1553 – Zygmunt II August  przenosi na prawo niemieckie imiennie wyliczone dobra klasztoru świętokrzyskiego, w tym Jeżów;
1564-5 – własność klasztoru świętokrzyskiego ,
1569 – opat świętokrzyski daje pobór z 4 łanów, karczmy i od 1 komornika (Nie jest jasne, czy karczma i komornik należą do części klasztornej, czy rycerskiej w Jeżowie);
1571 – opat świętokrzyski daje pobór z 4 łanów i karczmy ,przed rokiem 1577 opat Tomasz Polanowski przywrócił konwentowi świętokrzyski wieś Jeżów, zabraną temuż przez poprzedniego opata ,
1577 – klasztor świętokrzyski daje pobór od 8 kmieci na 4 łanach i z karczmy;
1578 – z części opata świętokrzyskiego pobór od 8 kmieci na 4 łanach, 1 zagrodnika z rolą, 2 komorników bez bydła, 1 rybaka. Z części Mikołaja Sochy pobór od 1 kmiecia na 1/4 łana i 1 komornika bez bydła;
1629 – z części opata świętokrzyskiego pobór od 8 kmieci na 4 łanach, 1 zagrodnika z rolą i 2 komorników bez bydła, z części szlacheckiej Andrzeja Sochy pobór z 1 kwarty roli przez niego uprawianej,
1658 – Stanisław Sierakowski opat świętokrzyski, zamiast tak, jak to robili nieregularnie jego poprzednicy, wypłacać zakonnikom na sprawienie kożuchów po 10 grzywien rocznie z dochodów wsi Jeżów, postanawia odstąpić i włączyć do uposażenia konwentu dziesięcinę z ról kmiecych w Jeżowie;
1662 – opat świętokrzyski daje pogłówne od 61 mieszkańców wsi, z części Sochy pogłówne od szlachcica Gabriela Minostowskiego i 3 osób czeladzi,
1673 –pogłówne od szlachcica Kostro z żoną, 57 czeladzi z folwarku Wierzbątowice i mieszkańców wsi (;
1674 – opat świętokrzyski daje pogłówne od 48 mieszkańców wsi;
1682, 1686 – kolejne potwierdzenia układu z 1658 r. przez opata Mikołaja Goskiego i biskupa Jana Małachowskiego,
1773-4 – wieś Jeżów stanowi uposażenie Józefa Niegolewskiego, koadiutora opata świętokrzyskiego;
1780 – należy do klucza wierzbątowickiego dóbr stołu opata klaustralnego. 7 kmieci (Stanisław Job, Wojciech Szastał, Maciej Giemza, Walkowa Jobowa, Paweł Job, Józef Kowalczyk, Wojciech Słosarz), 1 półrolny (Bartłomiej Kowalczyk), 1/2 roli opustoszałej, 1 zagrodnika (Wojciech Stania) i 1 chałupnika (Wincenty Kidoń). Kmiecie pracują po 3 lub 4 dni tygodniowo sprzężajem, odrabiają po 4 dni powaby i 12 łokci oprawy, płacą po 1/18 zł czynszu, dają po 3 kor. żyta, 2 kapłony i 30 jaj, półrolnika daje połowę wymiaru, zagrodnika pracuje 3 dni tyg. pieszo, odrabia 2 dni powaby i 6 łokci oprawy, chał. pracuje 2 dni tyg. pieszo, odrabia 2 dni powaby i 4 łokcie oprawy. 4 kmieci „czterodniowych” dostaje sprzężaj dworski. Inne powinności jak w  Janowicach (sandomierskie). We wsi jest źreb (sors), tzn. 1 kmieć należący do dziedzica wsi Nagorzyce, który nie należy do gromady i nie daje powinności, oprócz podymnego (Nie wiadomo, czy jest to pozostałość części Nagórskiego.). 

Subsidium charitativum wynosi 399 zł (Inwentarz Wierzbątowic z roku 1780 12-13, 18);
1780-2 – Jeżów klucz Wierzbątowice
1787 – liczy 96 mieszkańców, w tym 5 Żydów (Spis I 416; II 135); 1819 należy do stołu opata (Akta Okupacyjne Klasztoru 1819r. 3v),
1827 – ma 12 domów i 99 mieszkańców,

## Wydarzenie historyczne
W latach 1351, 1553, 1761, 1785 kolejni władcy potwierdzają dokument z 1351 r..

## Kościół, parafia, powinności dziesięcinne
Dziesięcina należy do kolejnych właścicieli duchownych, od 1462 r. do klasztoru świętokrzyskiego
1432 do 1462 dziesięcina snopowa z Jeżowa, którą z nadania opata wąchockiego dzierży Jan Bostowski (z Bostowa), przejdzie na własność klasztoru świętokrzyski po śmierci jednej z trojga osób: Jana Bostowskiego, aktualnego opata wąchockiego lub Piotra OSB, prepozyta Mniszka, ewentualnie po dobrowolnej rezygnacji tegoż z prepozytury w Mniszku,
1470-80 dzies. należała kiedyś do opactwa wąchockiego, ale drogą zamiany na Mniszek z dziesięcina ta przeszła na własność klasztoru świętokrzyskiego, któremu z całej wsi dowożą dziesięcinę snopową i konipną wartości do 10 lub 12 grz. (Długosz L.B II 472; III 237, 413),
1529 z całej wsi dziesięcina snopowa wartości do 6 grzywien należy do plebana  Starej Słupi,
przed 1577, 1658, 1682, 1686 a następnie XVII do XVIII wieku dziesięcina należy do stołu konwentu,
1780 dziesięcina snopowa wytyczna należy do klasztoru świętokrzyskiego,
1819 do stołu konwentu należy dziesięcina snopowa z gruntów włościańskich w Jeżowa wartości 150 florenów.

## Studenci Uniwersytetu Krakowskiego z Jeżowa
1470/71 Andrzej syn Pawła z Jeżowa., wsi klasztoru świętokrzyskiego był studentem Uniwersytetu Krakowskiego.